# Comitas
Comitas es un género de gastrópodo perteneciente la familia Turridae.

## Especies
- † Comitas abnormis L. C. King, 1933
- Comitas aequatorialis (Thiele, 1925)
- Comitas albicincta (A. Adams & Reeve, 1850)
- † Comitas aldingensis Powell, 1944
- † Comitas allani Powell, 1942
- Comitas anteridion (Watson, 1881)
- Comitas arcana (E. A. Smith, 1899)
- † Comitas bilix Marwick, 1931
- Comitas bolognai Bozzetti, 2001
- Comitas breviplicata (E. A. Smith, 1899)
- Comitas chuni (von Martens, 1902)
- Comitas crenularoides (Pritchard, 1896)
- Comitas curviplicata Sysoev, 1996
- † Comitas declivis Powell, 1931
- Comitas elegans Sysoev, 1996
- Comitas ensyuensis (Shikama & Hayashi in Shikama, 1977)
- Comitas erica (Thiele, 1925)
- Comitas eurina (E. A. Smith, 1899)
- Comitas exstructa (von Martens, 1904)
- † Comitas fusiformis (Hutton, 1877)
- † Comitas gagei Maxwell, 1988
- Comitas galatheae Powell, 1969
- Comitas granuloplicata Kosuge, 1992
- Comitas halicyria (Melvill, 1904)
- Comitas hayashii (Shikama, 1977)
- Comitas ilariae Bozzetti, 1991
- † Comitas imperfecta L. C. King, 1933
- Comitas kaderlyi (Lischke, 1872)
- † Comitas kaipara Laws, 1939
- Comitas kamakurana (Pilsbry, 1895)
- Comitas kayalensis Dey, 1962
- † Comitas kenneti Beu, 1970
- Comitas kirai Powell, 1969
- Comitas kuroharai (Oyama, 1962)
- † Comitas latescens (Hutton, 1873)
- † Comitas latiaxialis (P. Marshall, 1918)
- Comitas laura (Thiele, 1925)
- Comitas lurida (A. Adams & Reeve, 1850)
- Comitas makiyamai Shuto, 1961
- Comitas malayana (Thiele, 1925)
- Comitas margaritae (E. A. Smith, 1904)
- Comitas melvilli (Schepman, 1913)
- Comitas miyazakiensis Shuto, 1961
- Comitas murrawolga (Garrard, 1961)
- † Comitas nana Maxwell, 1988
- Comitas oahuensis Powell, 1969
- Comitas obliquicosta (Martens, 1901)
- Comitas obtusigemmata (Schepman, 1913)
- Comitas onokeana King, 1933
  - Comitas onokeana vivens Dell, 1956
- Comitas opulenta (Thiele, 1925)
- Comitas pachycercus Sysoev & Bouchet, 2001
- Comitas pagodaeformis (Schepman, 1913)
- Comitas parvifusiformis Li & Li, 2008
- Comitas paupera (Watson, 1881)
- Comitas peelae Bozzetti, 1993
- Comitas powelli Rehder & Ladd, 1973
- † Comitas pseudoclarae A.W.B. Powell, 1944
- Comitas raybaudii Bozzetti, 1994
- † Comitas recticosta (Bellardi, 1847)
- Comitas rex Sysoev, 1997
- Comitas rotundata (Watson, 1881)
- Comitas saldanhae (Barnard, 1958)
- Comitas saudesae Cossignani, 2018
- † Comitas silicicola Darragh, 2017
- † Comitas sobrina (M. Yokoyama, 1923 )
- † Comitas sobrinaeformis S. Nomura, 1937
- † Comitas spencerensis E.J. Moore, 1962
- Comitas stolida (Hinds, 1843)
- † Comitas subcarinapex Powell, 1942
- Comitas subsuturalis (von Martens, 1901)
- Comitas suluensis Powell, 1969
- Comitas suratensis (Thiele, 1925)
- † Comitas terrisae Vella, 1954
- Comitas thisbe (E. A. Smith, 1906)
- † Comitas torquayensis Powell, 1944
- Comitas trailli (Hutton, 1873)
- Comitas vezo Bozzetti, 2001
- Comitas vezzaroi Cossignani, 2016
- † Comitas waihaoensis Powell, 1942
- † Comitas williamsi Marwick, 1965
- Comitas wynyardensis (G.B. Pritchard, 1896)
- † Comitas yokoyamai K. Oyama, 1954

Sinónimos
- Comitas aemula Angas, 1877: sinónimo de Comitas trailli (Hutton, 1873)
- Comitas claviforma Kosuge, 1992 es el basónimo de Leucosyrinx claviforma (Kosuge, 1992)
- Comitas kaderleyi Lischke, 1872: sinónimo de Comitas kaderlyi (Lischke, 1872)
- Comitas luzonica Powell, 1969: sinónimo de Leucosyrinx luzonica (Powell, 1969)
- Comitas subcorpulenta Smith, 1894: sinónimo de:Borsonia symbiotes subcorpulenta (Smith, 1894)
- Comitas symbiotes (Wood-Mason & Alcock, 1891): sinónimo de Borsonia symbiotes (Wood-Mason & Alcock, 1891)
- Comitas verrucosa Suter, 1899: sinónimo de Comitas trailli (Hutton, 1873)
- Comitas yukiae (Shikama, 1962): sinónimo de  Antiplanes yukiae (Shikama, 1962)